# Kōnan (Kōchi)
Pour les articles homonymes, voir Konan.
Kōnan (香南市, Kōnan-shi) est une ville située dans la préfecture de Kōchi, sur l'île de Shikoku, au Japon.

## Géographie

### Situation
Kōnan est située dans l'est de la préfecture de Kōchi, au bord de l'océan Pacifique.

### Démographie
En octobre 2021, la population de la ville de Kōnan était de 33 164 habitants, répartis sur une superficie de 126,46 km2.

## Histoire
La ville de Kōnan a été créée en 2006, de la fusion des anciens bourgs d'Akaoka, Kagami, Noichi et Yasu, et de l'ancien village de Yoshikawa.

## Culture locale et patrimoine
- Dainichi-ji, 28e temple du pèlerinage de Shikoku.

## Transports
La ville est desservie par la ligne Asa de la compagnie Tosa Kuroshio Railway.